# Vallées-d'Antraigues-Asperjoc
Vallées-d'Antraigues-Asperjoc is een gemeente in het Franse departement Ardèche (regio Auvergne-Rhône-Alpes). De plaats maakt deel uit van het arrondissement Largentière. Vallées-d'Antraigues-Asperjoc is op 1 januari 2019 ontstaan door de fusie van de gemeenten Antraigues-sur-Volane en Asperjoc. 

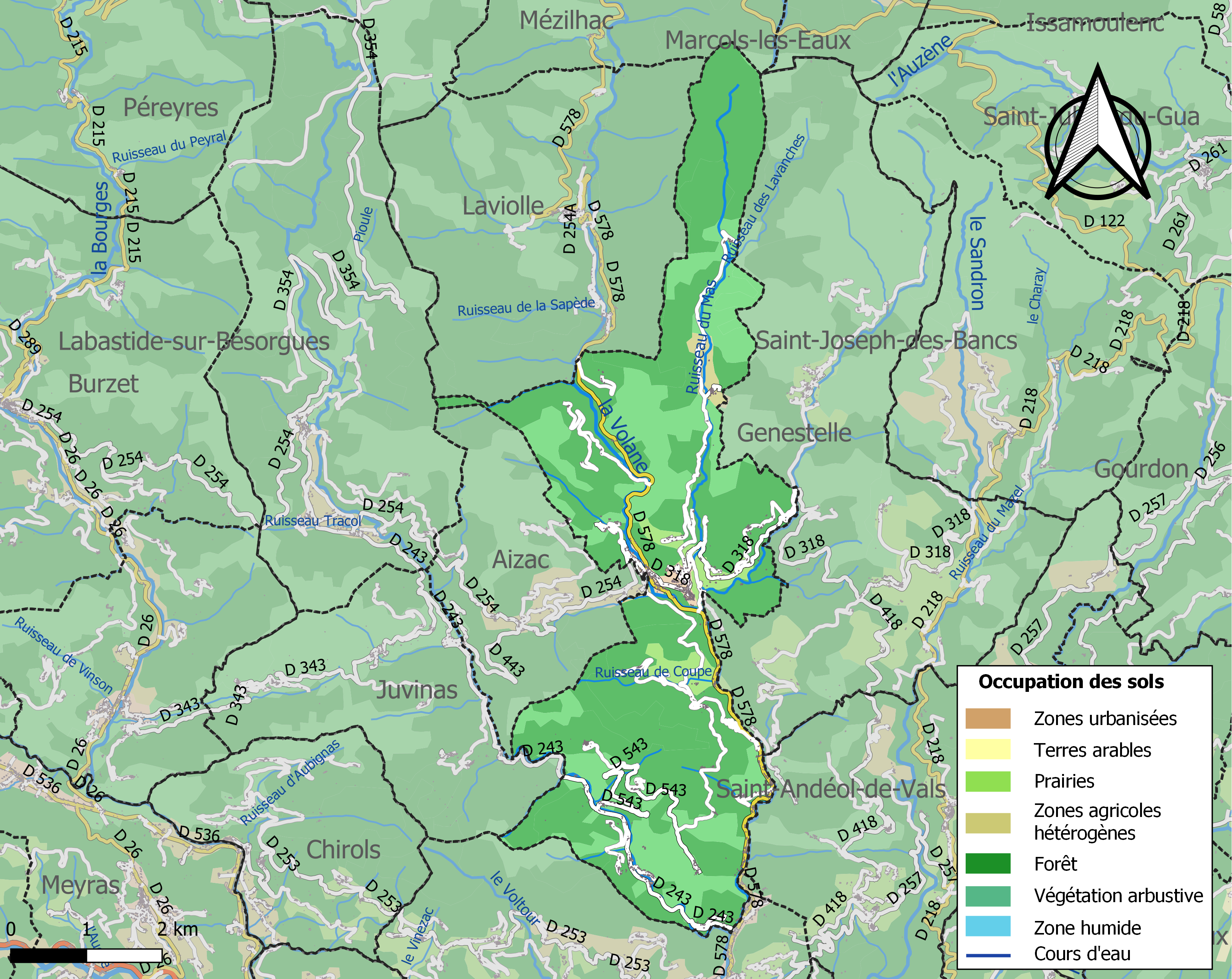
Kaart van de gemeente met belangrijkste infrastructuur, bodemgebruik en omliggende gemeenten

1. ↑  Populations de référence 2022.